# Rebelión del Sambyeolcho
La rebelión del Sambyeolcho (1270-1273) (en hangul, 삼별초의 난; en hanja, 三別抄의 亂) fue una rebelión contra la dinastía gobernante del reino de Goryeo —península de Corea— acaecida en las últimas etapas de las invasiones mongolas de Corea. Fue sofocada por la dinastía coreana con auxilio de la dinastía Yuan del Imperio mongol. Tras la rebelión, el reino de Goryeo se convirtió en vasallo de la dinastía Yuan, y pasó a ser una división del Imperio mongol. El Sambyeolcho (삼별초, 三別抄) era una unidad militar de Goryeo que ejercían como dictadores militares durante la época en que la familia Choe detentaba el poder como reyes títeres. 

## Contexto
Desde 1231, el reino de Goryeo había sido invadido de forma intermitente por el Imperio mongol. En ese tiempo, Goryeo estaba controlado por un régimen militar dirigido por la familia Choe. En 1232 el gobierno bajo el rey nominal huyó a la isla Ganghwa, a la que los jinetes mongoles no podían acceder, y resistieron así la invasión. Desafortunadamente, debido a su frágil fundación, Goryeo tuvo que afrontar frecuentes rebeliones. La rebelión de 1258 resultó en el establecimiento de las prefecturas de Ssangseong (쌍성총관부, 雙城摠管府) y Dongnyeong (동녕부, 東寧府) por los mongoles.
A diferencia de la rebelión de 1258, el Sambyeolcho ('Tres Patrullas de Élite') era un órgano del gobierno militar. Estaban organizados por la familia Choe para mantener la seguridad. Sin embargo, a diferencia de la guardia privada de la familia Choe (que protegía personalmente a la familia), el Sambyeolcho asumía funciones públicas de policía y de fuerzas de combate, reemplazando a las 'Seis Divisiones' del ejército.
En 1258, Choe Ui, el cuarto y último dictador de la familia Choe, fue derrocado por Kim Jun (también conocido como Kim Injun) utilizando el Sambyeolcho. Kim Jun llevó a cabo políticas promongolas y envió al príncipe real Wonjong de Goryeo al Imperio mongol. Al mismo tiempo, el rey Gojong y el príncipe se acercaron a los mongoles para restaurar su poder destituyendo a Kim Jun. 
En 1268, sin embargo, Kim Jun fue asesinado por el Sambyeolcho por orden de Im Yeon. Al año siguiente, el intento de Im Yeon de reemplazar al rey Wonjong fue evitado por el príncipe Chungnyeol con la ayuda de las fuerzas mongolas. En 1270, Im Yumu, sucesor de Im Yeon, fue asesinado por la facción promongola haciendo uso del Sambyeolcho. Eso marcó el final del régimen militar.

## Lucha antimongol
Por una orden del Tribunal mongol, Wonjong trasladó la capital de la isla de Ganghwa a Kaesong. Una vez recuperado el poder de los oficiales militares con el apoyo de los mongoles, el rey decidió abolir el Sambyeolcho. Descontentos con los términos de la paz elaborados por los mongoles, el Sambyeolcho, liderado por Bae Jung-Son (배중손, 裴仲孫), se rebeló contra el gobierno. Consiguieron dominar las regiones costeras y las islas cercanas a Ganghwa y el continente bloqueando sistemáticamente el paso entre ambos. Wang On, un pariente de la realeza fue proclamado rey del reino marítimo. Abandonaron la isla de Ganghwa y huyeron a la isla de Jindo en el suroeste.
A pesar de que el Sambyeolcho asaltó las costas de la provincia de Jeolla, una provincia al suroeste, la isla de Jin empezó a sufrir escaseces alimentarias en enero de 1271. En febrero, el tribunal de Kublai Khan de la dinastía Yuan pidió la rendición del Sambyeolcho. En respuesta, su dirigente, Bae Jung-son, pidió a Kublai Khan asegurar la provincia de Jeolla y ponerla bajo el gobierno directo del imperio mongol, como los anteriores rebeldes habían hecho. Pero su petición nunca se cumplió.
En abril, el tribunal de Yuan decidió aplastar a los rebeldes. Solo tomó un mes hasta que la isla de Jin cayó ante la combinación de los ejércitos de los Goryeo y mongol. El rey títere fue asesinado y los supervivientes, liderados por Kim Tongjeong (김통정, 金通精), huyeron a la isla de Jeju. Los rebeldes capturaron la isla e hicieron desaparecer al rey de Tamna en noviembre de 1270.
El Sambyeolcho mantuvo un perfil bajo hasta el final de 1271. Durante ese tiempo,  buscaron ayuda del shogunato Kamakura japonés. Así recuperaron parte de su fuerza al año siguiente y saquearon repetidamende las costas coreanas. Un asalto combinado Goryeo-mongol comenzó en febrero de 1272 y acabaron con los rebeldes en abril del mismo año. Después, los mongoles tomaron el control directo de Tamna hasta 1294.